# Vous ne posséderez rien et vous serez heureux
 (août 2024).
La mise en forme du texte ne suit pas les recommandations de Wikipédia : il faut le « wikifier ».
Les points d'amélioration suivants sont les cas les plus fréquents. Le détail des points à revoir est peut-être précisé sur la page de discussion.
- Les titres sont pré-formatés par le logiciel. Ils ne sont ni en capitales, ni en gras.
- Le texte ne doit pas être écrit en capitales (les noms de famille non plus), ni en gras, ni en italique, ni en « petit »…
- Le gras n'est utilisé que pour surligner le titre de l'article dans l'introduction, une seule fois.
- L'italique est rarement utilisé : mots en langue étrangère, titres d'œuvres, noms de bateaux, etc.
- Les citations ne sont pas en italique mais en corps de texte normal. Elles sont entourées par des guillemets français : « et ».
- Les listes à puces sont à éviter, des paragraphes rédigés étant largement préférés. Les tableaux sont à réserver à la présentation de données structurées (résultats, etc.).
- Les appels de note de bas de page (petits chiffres en exposant, introduits par l'outil «  Source ») sont à placer entre la fin de phrase et le point final[comme ça].
- Les liens internes (vers d'autres articles de Wikipédia) sont à choisir avec parcimonie. Créez des liens vers des articles approfondissant le sujet. Les termes génériques sans rapport avec le sujet sont à éviter, ainsi que les répétitions de liens vers un même terme.
- Les liens externes sont à placer uniquement dans une section « Liens externes », à la fin de l'article. Ces liens sont à choisir avec parcimonie suivant les règles définies. Si un lien sert de source à l'article, son insertion dans le texte est à faire par les notes de bas de page.
- La présentation des références doit suivre les conventions bibliographiques. Il est recommandé d'utiliser les modèles {{Ouvrage}}, {{Chapitre}}, {{Article}}, {{Lien web}} et/ou {{Bibliographie}}. Le mode d'édition visuel peut mettre en forme automatiquement les références.
- Insérer une infobox (cadre d'informations à droite) n'est pas obligatoire pour parachever la mise en page.

Pour une aide détaillée, merci de consulter Aide:Wikification.
Si vous pensez que ces points ont été résolus, vous pouvez retirer ce bandeau et améliorer la mise en forme d'un autre article.
« Vous ne posséderez rien et vous serez heureux » est une expression issue d'une vidéo de 2016 du Forum économique mondial (WEF), résumant un essai écrit par la femme politique danoise Ida Auken. Cette expression a été utilisée par des critiques qui accusent le WEF de vouloir imposer des restrictions à la propriété privée. L'expression a également été utilisée par les critiques du modèle économique de l'abonnement et des software as a service : un logiciel accessible en ligne via un abonnement, sans installation locale, comme les plateforme de vidéo à la demande, les réseaux sociaux, Google Workspace, etc.

## Arrière-plan
Auken avait déjà écrit en 2014 à propos d'un hackathon au WEF qui proposait « FridgeFlix », une startup qui permettrait aux utilisateurs de louer tous leurs appareils électroménagers auprès d'un fournisseur qui assurerait également l'entretien et la mise à niveau de ces appareils. L'entreprise proposée réduirait le risque que les résidents subissent des réparations coûteuses et collaborerait avec les fournisseurs d'énergie pour réduire la consommation électrique des appareils.
En 2016, Auken a publié un essai intitulé à l'origine Bienvenue en 2030. Je ne possède rien, je n'ai aucune vie privée et la vie n'a jamais été aussi belle, plus tard rebaptisé Voici comment la vie pourrait changer dans ma ville d'ici 2030, sur le site Web officiel du WEF. Il décrit la vie dans une ville sans nom dans laquelle le narrateur ne possède ni voiture, ni maison, ni appareils électroménagers, ni vêtements, et dépend plutôt de services pour tous ses besoins quotidiens. Auken a ensuite ajouté une note à l'histoire en réponse aux critiques, déclarant qu'il ne s'agissait pas de son « utopie ou de son rêve du futur », et qu'elle avait l'intention que son essai lance des discussions sur le développement technologique.

## Réaction contemporaine
Le WEF a publié en 2016 un article et une vidéo basés en partie sur l’essai d’Auken. Des utilisateurs de réseaux sociaux ont partagé une image de la vidéo, montrant un homme non identifié souriant avec un graphique numérique à l'écran indiquant : « Vous ne posséderez rien. Et vous serez heureux » superposé, ajoutant une critique des opinions d'Auken. Le WEF a précisé qu'il n'avait pas pour objectif déclaré de permettre aux individus de « ne rien posséder et d'être heureux », et que son cadre Agenda 2030 inclut la propriété individuelle et le contrôle de la propriété privée.
En 2017, un écrivain de The Independent a décrit l'essai d'Auken comme étant conforme aux principes de l'économie du partage, notant que le Royaume-Uni disposait déjà de services en ligne permettant aux utilisateurs de partager des biens, des espaces de stockage, des voitures, des vêtements de marque, des outils et d'autres articles coûteux. Un cofondateur de Fat Lama (un site Web de location) a observé que les personnes qui achètent des articles coûteux comme des appareils photo reflex numériques et des drones optent pour des modèles plus chers et haut de gamme afin de pouvoir les louer pour récupérer leurs coûts.
En 2017 également, un commentateur d'European Digital Rights (EDRi) a qualifié l'article d'Auken d'« effrayant » et « dystopique ». L'EDRi a critiqué la vision d'Auken de la propriété centralisée comme étant une « dictature bienveillante ».

## Réaction pendant la pandémie de Covid-19
Bien que l'essai d'Auken ait été publié plus de trois ans avant la pandémie de Covid-19, l'expression a gagné en popularité parmi les critiques du WEF, après que l'organisation a annoncé l'initiative Great Reset pour la reprise économique mondiale après la pandémie. En 2023, Jim Geraghty (correspondant politique principal de National Review et auteur de plusieurs livres) écrivait dans National Review, en faisant référence au WEF : « Très peu d’entre nous considèrent que posséder notre propre maison, notre propre voiture et notre propre vêtement est un problème majeur à résoudre, le genre de crise qui nécessite que les législateurs danois et les élites du monde des affaires se réunissent et élaborent un plan pour nous sauver ».
Une vérification des faits effectué par Reuters a révélé que les affirmations concernant le WEF ont été confondues avec des critiques des Objectifs de développement durable des Nations unies, qui incluent un objectif visant à rendre la propriété foncière accessible à tous d'ici 2030.